# Peter Groß-Paaß
Peter Groß-Paaß (* 29. November 1968 in Ratingen) ist ein ehemaliger deutscher Footballspieler.

## Laufbahn
Groß-Paaß entstammte der Jugendabteilung der Düsseldorf Panther und kam 1986 in die Herrenmannschaft. Der in der Verteidigung eingesetzte Spieler lief bis 2001 für die Rheinländer auf und gewann in dieser Zeit 1992, 1994 und 1995 mit der Mannschaft den deutschen Meistertitel. 1995 errang man des Weiteren den Sieg im Eurobowl. Dem 1,88 Meter großen Spieler gelang der Sprung in die World League of American Football, dort gehörte er zusätzlich zu seiner Spielertätigkeit für die Panther 1995, 1996 sowie 1997 der Mannschaft Rhein Fire an. Im Juni 1997 stand Groß-Paaß mit Rhein Fire im World Bowl, man verlor die Begegnung jedoch mit 24:38 gegen die Barcelona Dragons.
Nach seiner Zeit bei den Düsseldorf Panthern verstärkte er 2002 die Cologne Crocodiles und 2003 die Essener Mannschaft Assindia Cardinals (jeweils in der ersten Liga).
In den Farben der deutschen Nationalmannschaft wurde Groß-Paaß 1989 Dritter der Europameisterschaft, bei der EM 1993 gab es dasselbe Ergebnis. Bei der EM 2000 errang er mit Deutschland Silber, 2001 wurde er Europameister. Er zählte ebenfalls zum deutschen Aufgebot bei der Weltmeisterschaft 2003, die auf dem dritten Rang abgeschlossen wurde.
Als Trainer stieß Groß-Paaß 2013 zum Stab der Düsseldorf Panther und übernahm dort die Aufgabe der Betreuung der Defensive Line.